# Disseta magna
Disseta magna är en kräftdjursart som beskrevs av Edward Bradford 1971. Disseta magna ingår i släktet Disseta och familjen Heterorhabdidae. Inga underarter finns listade i Catalogue of Life.